# Cupha dohertyi
Cupha dohertyi är en fjärilsart som beskrevs av Hans Fruhstorfer 1904. Cupha dohertyi ingår i släktet Cupha och familjen praktfjärilar. Inga underarter finns listade i Catalogue of Life.